# Ammapattinam
Ammapattinam es una ciudad censal situada en el distrito de Pudukkottai en el estado de Tamil Nadu (India). Su población es de 6652 habitantes (2011). Se encuentra a 67 km de Pudukkottai y a 95 km de Thanjavur.

## Demografía
Según el censo de 2011 la población de Ammapattinam era de 6652 habitantes, de los cuales 3355 eran hombres y 3297 eran mujeres. Ammapattinam tiene una tasa media de alfabetización del 91,69%, superior a la media estatal del 80,09%: la alfabetización masculina es del 97,21%, y la alfabetización femenina del 86,06%.